# Торе Сусале (Бриндизи)
Торе Сусале (итал. Torre Susale) је насеље у Италији у округу Бриндизи, региону Апулија.
Према процени из 2011. у насељу је живело 35 становника. Насеље се налази на надморској висини од 357 м.